# Prokles (Archon)
Prokles (altgriechisch Προκλῆς = Herausforderer) war Archon von Samos im 7. Jahrhundert v. Chr. Er soll das Götterbild der Hera im Heraion von Samos, das nur aus einem rohen Brett bestand, durch ein menschenähnliches Kultbild ersetzt haben. Das Kultbild soll ein Werk des Künstlers Smilis gewesen sein.